# Cashton
Cashton és una població dels Estats Units a l'estat de Wisconsin. Segons el cens del 2000 tenia 1.005 habitants.

## Demografia
Segons el cens del 2000, Cashton tenia 1.005 habitants, 415 habitatges, i 271 famílies. La densitat de població era de 376,7 habitants per km².
Dels 415 habitatges en un 33,5% hi vivien nens de menys de 18 anys, en un 52,3% hi vivien parelles casades, en un 8,9% dones solteres, i en un 34,5% no eren unitats familiars. En el 31,1% dels habitatges hi vivien persones soles el 17,1% de les quals corresponia a persones de 65 anys o més que vivien soles. El nombre mitjà de persones vivint en cada habitatge era de 2,41 i el nombre mitjà de persones que vivien en cada família era de 2,99.
Per edats la població es repartia de la següent manera: un 27,8% tenia menys de 18 anys, un 6,5% entre 18 i 24, un 28,9% entre 25 i 44, un 19% de 45 a 60 i un 17,9% 65 anys o més.
L'edat mediana era de 36 anys. Per cada 100 dones de 18 o més anys hi havia 88,1 homes.
La renda mediana per habitatge era de 30.938 $ i la renda mediana per família de 37.917 $. Els homes tenien una renda mediana de 27.500 $ mentre que les dones 18.274 $. La renda per capita de la població era de 14.425 $. Aproximadament el 10,2% de les famílies i el 14,8% de la població estaven per davall del llindar de pobresa.

## Poblacions més properes
El següent diagrama mostra les poblacions més properes.